# Agena A
Agena A – amerykański człon rakiet nośnych. Używany w rakietach nośnych Thor Agena A i Atlas Agena A. Człon ten był dość unikatową konstrukcją, gdyż był jednocześnie podstawą budowy satelitów wywiadowczych serii Discoverer Projektu CORONA. Do szczytu członu Agena A dołączano dodatkowy czepiec zawierający instrumenty i aparaty fotograficzne oraz kapsułę powrotną z kliszami. Silnik członu Agena A mógłbyć odpalany wielokrotnie. Wizualną cechą charakterystyczną członu było błyszczenie spowodowane dużą ilością zastosowanego w budowie aluminium.

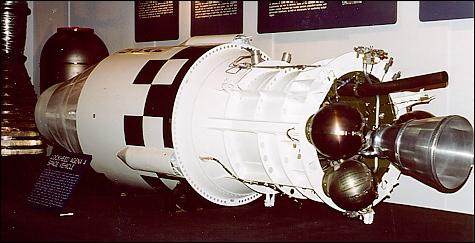
Człon Agena A z ładunkiem Discoverer w National Museum of the United States Air Force

Pierwsze sztuki członów Agena A (prawdopodobnie te z satelitami Discoverer 0 i Discoverer 1) posiadały silnik XLR81 w wersji BA-3.